# Spinal Tap
Spinal Tap (стилизовано под Spın̈al Tap) — пародийная рок-группа, подражающая стилю британских хэви-метал-коллективов. Впервые появилась на телеканале ABC TV в комедийном шоу «The T.V. Show» (1979 год), где во время скетча исполнила песню «Rock and Roll Nightmare». Позже о группе был снят псевдодокументальный фильм «Это — Spinal Tap» (1984), в качестве музыкантов группы выступили: Майкл Маккин (Дэвид С. Хаббинс), Кристофер Гест (Найджел Тафнел) и Гарри Ширер (Дерек Смоллс).
В течение нескольких лет после выхода фильма актёры изображали участников группы на концертах и выпускали музыку. В 2009 году Гест, Маккин и Ширер провели гастрольный тур по США, а также выступили на фестивале Гластонбери. В том же году они отыграли концерт на стадионе Уэмбли, в качестве разогрева была приглашена пародийная фолк-группа The Folksmen.

## О группе
Хотя псевдодокументальный фильм посвящён британской группе, все три актёра, задействованные в главных ролях, родились в США. Тем не менее, впоследствии Кристофер Гест получил второе — британское — гражданство и дворянский титул: Барон Хэден-Гест.
Поклонники Spinal Tap собрали подробности о группе на основе вымышленного фильма, альбомов, концертов и связанных с ними рекламных материалов, включая дискографию и список бывших участников. Согласно вымышленной истории Spinal Tap в группе отыграло несколько барабанщиков, все из них погибли при крайне странных обстоятельствах: один во время занятия садоводством; другой «захлебнулся рвотными массами» (отсылка к смертям Джона Бонэма и Бон Скотта) — причём не своей рвотой, ещё два от «спонтанного самовозгорания» на сцене. Кроме того, одна из смертей была описана полицией как тайна, которой «лучше остаться нераскрытой».

## Воссоединения
В 1992 году группа «воссоединилась» для записи альбома Break As the Wind, частично спродюсированном Ти-Боуном Бёрнеттом. Выпуск пластинки сопровождался рекламным мероприятием по выбору нового барабанщика, в котором участвовали Стивен Перкинс из Jane’s Addiction, Джина Шок из The Go-Go's и Мик Флитвуд из Fleetwood Mac, который пришёл на прослушивание в огнезащитном костюме. После релиза диска последовал промотур, по ходу которого музыканты выступили на «The Freddie Mercury Tribute Concert», где исполнили песню «The Majesty of Rock», которую они посвятили Фредди Меркьюри и выпустили в качестве сингла. Также группа выпустила сингл «School Bitch».
В 2000 году группа запустила веб-сайт под названием «Tapster», где была доступна для скачивания их песня «Back from the Dead». Tapster был пародией на файлообменную пиринговую сеть Napster.
В 2001 году группа «воссоединилась» для девяти выступлений в рамках «Back from the Dead Tour», который начался 1 июня 2001 года в Лос-Анджелесе. Тур включал шоу в Карнеги-холле в Нью-Йорке и закончился в Монреале в середине июля на фестивале Just for Laughs. Вступительным аккордом для некоторых из этих шоу была группа The Folksmen — пародийное фолк-трио принимавшее участие в съемках фильма «Могучий ветер», где роли музыкантов также исполнили Гест, Маккин и Ширер.
В 2007 году группа «воссоединилась» для участия в акциях против глобального потепления. Это воссоединение также включало выпуск новой песни — «Warmer Than Hell». Музыканты приняли участие лондонском концерте SOS/Live Earth, а Роб Райнер снял короткометражный фильм («Spinal Tap»), который был выпущен 27 апреля на веб-сайте Live Earth. По сюжету ленты, Найджел Тафнел становится фермером и разводит пони, Дэвид Хаббинс работает хип-хоп продюсером, а Дерек Смолс попадает в реабилитационный центр из-за интернет-зависимости.
16 июня 2009 года был выпущен новый альбом группы — Back of the Dead. По большей части пластинка состояла из перезаписанного в студии саундтрека оригинального фильма, тем самым представив новое видение звучания оригинального материала.
6 апреля 2009 года группа объявила однодневное «мировое турне», выступив на лондонской «Уэмбли-Арене» 30 июня 2009 года. На разогреве выступал коллектив The Folksmen. 8 мая 2009 года группа отыграла шоу «Unwigged and Unplugged» в Филадельфии, после чего подтвердила в интервью местной прессе, что примет участие в фестивале Гластонбери-2009.
В ноябре 2012 года было объявлено, что группа воссоединится для нового шоу Би-би-си «Family Tree», одним из создателей которого выступил Кристофер Гест.

## Дискография

### Студийные альбомы
- This Is Spinal Tap (1984); U.S. No. 121[11]
- Break Like the Wind (1992) U.S. No. 61[11]; UK No. 51
- Back from the Dead (2009); U.S. No. 52[12]

Синглы
- «Christmas with the Devil» / «Christmas with the Devil (Scratch Mix)» (1984)
- «Bitch School» / «Springtime» (1992) UK No. 35
- «The Majesty of Rock» (1992) UK No. 61
- «Back from the Dead» (2000)
- «Warmer Than Hell» (2007)
- «Saucy Jack» (2009) (released as free MP3 download from official website)[13]

Бутлеги
- Ultra Rare Tap, Volume 11 (unknown date)
- None More Black (unknown date — a three-CDR set)
- The Ultimate Rock 'n' Roll Creation (unknown date)